# The Great Question
The Great Question è un cortometraggio muto del 1915 scritto e diretto da Thomas Ricketts.

## Produzione
Il film fu prodotto dalla American Film Manufacturing Company (come American Star).

## Distribuzione
Distribuito dalla Mutual Film, il film - un cortometraggio in tre bobine - uscì nelle sale cinematografiche USA il 18 settembre 1915.